# Tecnicolor
Tecnicolor é o oitavo álbum de estúdio da banda brasileira Os Mutantes, lançado pela gravadora Universal, em abril de 2000. O álbum contém versões de várias músicas já gravadas anteriormente pelo grupo em outras línguas, além de mais algumas regravações em seus idiomas originais. O álbum é cantado em inglês, francês, castelhano e português. O álbum foi gravado  no Des Dames Studio em Paris, em novembro de 1970 (durante a segunda visita de Os Mutantes à França).
A ilustração e a caligrafia do projeto gráfico do álbum é de autoria de Sean Lennon (filho de John Lennon e Yoko Ono).

## Recepção
| Críticas profissionais | Críticas profissionais |
| Avaliações da crítica  | Avaliações da crítica  |
| Fonte                  | Avaliação              |
| ---------------------- | ---------------------- |
| Allmusic               | link                   |

O álbum teve a canção "Baby" incluída na trilha sonora da novela "Laços de Família", de Manoel Carlos, exibida pela TV Globo entre 2000/2001, como tema da personagem "Camila", interpretada por Carolina Dieckmann.

## Faixas
| N.º            | Título                                             | Compositor(es)                                      | Duração |  |
| 1.             | "Panis et Circencis"                               | Caetano Veloso / Gilberto Gil / Versão: Os Mutantes | 2:12    |  |
| 2.             | "Bat Macumba"                                      | Caetano Veloso / Gilberto Gil                       | 3:16    |  |
| 3.             | "Virginia (Virgínia)"                              | Arnaldo Baptista / Rita Lee / Sérgio Dias           | 3:23    |  |
| 4.             | "She's My Shoo Shoo (A Minha Menina)"              | Jorge Ben / Versão: Os Mutantes                     | 2:52    |  |
| 5.             | "I Feel a Little Spaced Out (Ando Meio Desligado)" | Arnaldo Baptista / Rita Lee / Sérgio Dias           | 2:51    |  |
| 6.             | "Baby"                                             | Caetano Veloso / Versão: Os Mutantes                | 3:36    |  |
| 7.             | "Tecnicolor"                                       | Arnaldo Baptista / Rita Lee / Sérgio Dias           | 3:54    |  |
| 8.             | "El Justiciero"                                    | Arnaldo Baptista / Rita Lee / Sérgio Dias           | 3:52    |  |
| 9.             | "I'm Sorry Baby (Desculpe, Babe)"                  | Arnaldo Baptista / Rita Lee                         | 2:42    |  |
| 10.            | "Adeus Maria Fulô"                                 | Humberto Teixeira / Sivuca                          | 2:39    |  |
| 11.            | "Le Premier Bonheur du Jour"                       | Frank Gerald / Jean Renard                          | 2:46    |  |
| 12.            | "Saravah (Saravá)"                                 | Arnaldo Baptista / Rita Lee / Sérgio Dias           | 2:59    |  |
| 13.            | "Panis et Circencis (Reprise)"                     | Caetano Veloso / Gilberto Gil / Versão: Os Mutantes | 1:23    |  |
| Duração total: | Duração total:                                     | Duração total:                                      | 38:25   |  |

## Créditos
Créditos dados pelo Discogs.

### Músicos
- Rita Lee: teclados e vocal
- Arnaldo Baptista: teclados e vocal
- Sérgio Dias: guitarra, violão e vocal
- Liminha: baixo
- Dinho Leme: bateria

### Ficha técnica
- Produção executiva: Marcelo Fróes
- Produtor: Carlos Olms
- Remasterização: Carlos Freitas
- Direção de arte: Gê Alves Pinto
- Design gráfico: Paulo Pelá Rosado
- Ilustração da capa: Sean Lennon